# Garrulax monileger
Charlatão-de-colar-pequeno ou zaragateiro-de-colar-fino (Garrulax monileger) é uma espécie de ave da família Timaliidae.
Pode ser encontrada nos seguintes países: Bangladesh, Butão, Camboja, China, Índia, Laos, Myanmar, Nepal, Tailândia e Vietname.
Os seus habitats naturais são: florestas subtropicais ou tropicais húmidas de baixa altitude e regiões subtropicais ou tropicais húmidas de alta altitude.